# النقل والمواصلات في ليبيا

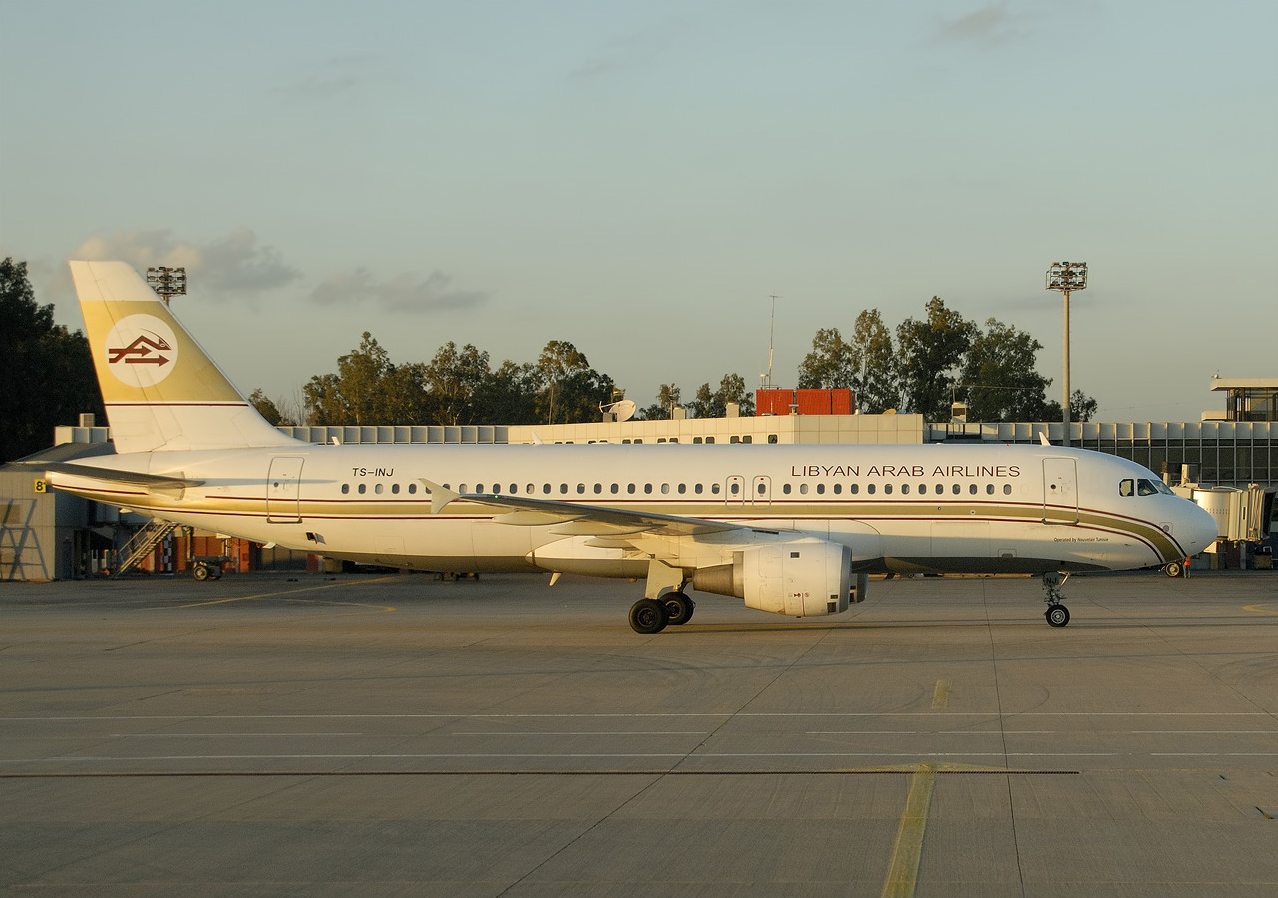
الخطوط الجوية الليبية

تبلغ مساحة دولة ليبيا نحو 1,759,540 كيلو متر مربع وتخدم البلاد شبكة طرق سريعة بمجموع 83,200 كيلومتر منها 47,590 كلم مُعَبّدة، إضافة إلى مايزيد عن 100 مطار ومهبط في مختلف مدن ليبيا.

## السكك الحديدية
ليس لليبيا سكك حديدية منذ عام 1965، حيث تم تفكيك هذا النظام الذي تم إنشاءه فترة الاحتلال بغرض إعادة انشأه. وتحت الدراسة مشروع ضخم لربط ليبيا بدول الجوار. ليبيا تقوم بتنفيذ أكبر مشروع للسكك الحديد بطول أكثر من 2,000 كلم تقريبا يستهدف ربط القارتين الأفريقية والأوروبية.
شبكة السكك الحديد ستتكون من «خطين رئيسيين. الخط الأول الساحلي الذي يبلغ طوله 2000 كلم والذي سيربط الحدود الليبية التونسية بالحدود الليبية المصرية (من الشرق إلى الغرب) وسيمر هذا الخط بكل التجمعات السكنية والمدن الساحلية». «اما الخط الثاني فسيقوم بربط الساحل الليبي (قرب مدينة سرت الساحلية شرق العاصمة طرابلس) بالجنوب الليبي قرب الحدود مع تشاد والنيجر» «سيتم استغلال خط الجنوب الذي يمتد عبر القارة الأفريقية والخط الساحلي للقارة الذي سيربط القارتين الأوروبية والأفريقية عبر مضيق جبل طارق».
تم تقسيم مسار السكة الحديدية إلى عدة قواطع من بينها:
- قاطع طرابلس - رأس جدير بطول 191 كيلومتر
- قاطع طرابلس - مصراته بطول 231 كيلومتر
- قاطع مصراته - براك - سبها بطول 929 كيلومتر
- قاطع الهيشة - سرت بطول 140 كيلومتر
- قاطع سرت - بنغازى بطول 554 كيلومتر
- قاطع بنغازى - طبرق بطول 500 كيلومتر
- قاطع طبرق - مساعد بطول 180 كيلومتر
- إضافة إلى قاطع سبها النيجر أنجامينا بطول 2077 كيلومتر

## الطرق
المجموع: 83,200 كيلومتر

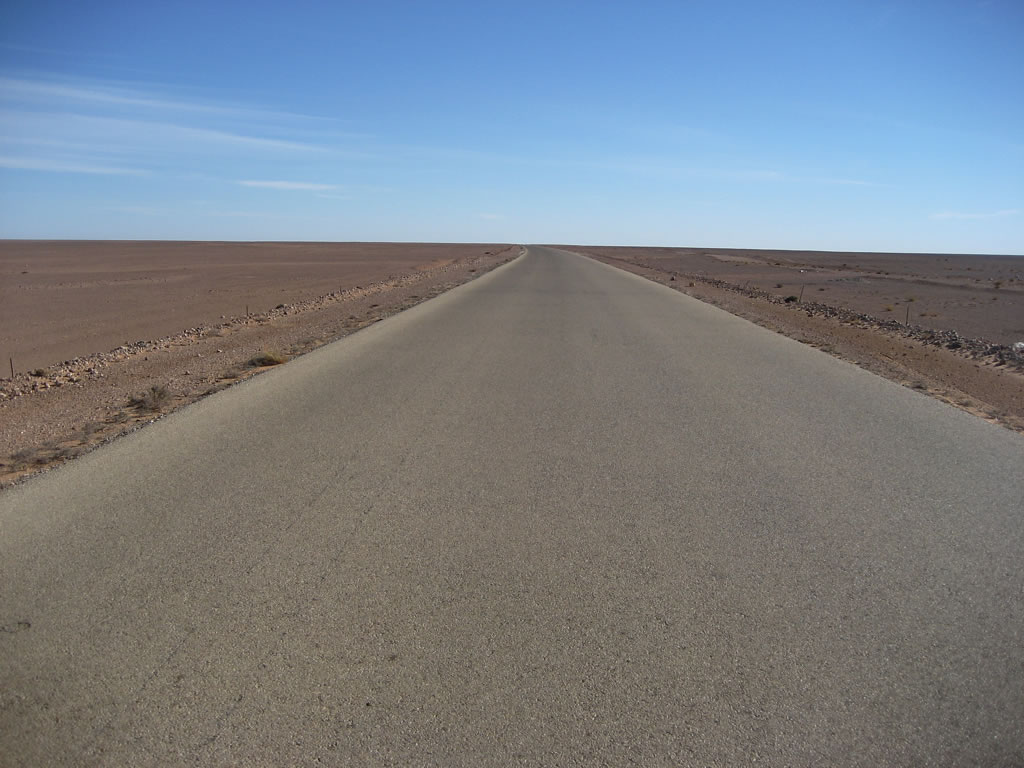
طريق يخترق الصحراء الكبرى ليربط غدامس والجبل الغربي بسبها وفزان.

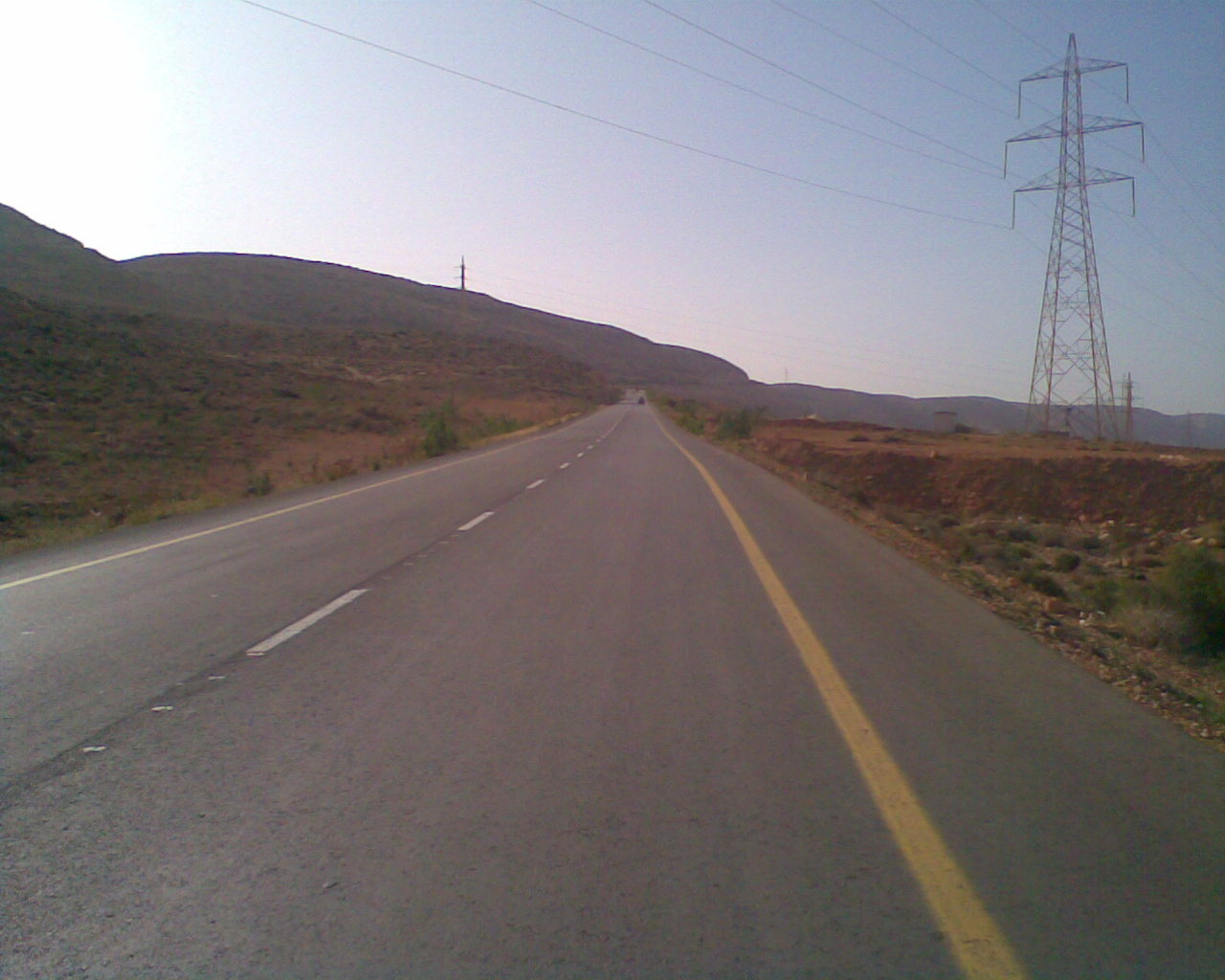
طريق بالقرب من درنة في الجبل الأخضر.

.هناك حوالي 83,000 كلم من الطرق في ليبيا، منها 47,590 كلم مُعَبّدة وأهمهها الطريق الساحلي بين راس اجدير وامساعد لربط ليبيا بالإسكندرية في مصر، مع شبكة حديثة داخل المدن ومنها الطريق الدائري في كل من طرابلس، بنغازي، البيضاء، مصراته، وسرت. وشبكة ممتازة للطرق الزراعية.
وهناك طرق غير مُعَبّدة بطول 35,610 كيلومتر.
كما تعمل على هذه الخطوط شبكة من الحافلات (باص) تعمل بكفاءة على هذه الطرق وخاصة الخطوط الدولية التي تربط ليبيا بالمشرق العربي عبر مصر والخطوط التي تربطهها بالمغرب العربي عبر تونس. وهناك شبكة أخرى داخلية للربط بين المدن وبأسعار زهيدة ومجهزة بحافلات مكيفة واستراحات بين المدن
سيارات الاجرة (تاكسي): سيارات الاجره متوفره في المدن الكبيرة، وعادة ما يستخدمون بالحصة وتعمل تحت اشراف نقابة خاصة بسائقي سيارات الجرة وبأسعار زهيدة ويتم التأجير بالتفاوض، وبأسعار محددة في الخطوط الثابتة.
بالنسبة للسيارات الخاصة: ليبيا تعتبر من ارخص الدول في اثمان السيارات لعدم وجود رسوم استيراد، وتتوفر احدث أنواع السيرات وباسعر مناسبة، رغم أن هذا قد تم مؤخرا بعد رفع الحصار الجوي المفروض عليها من الأمم المتحدة في فترة التسعينات حين كانت ليبيا من أكبر مستوردي السيارات المستعملة وخاصة من بلجيكا وكوريا لعدم توفر السيارت الحديثة وارتفاع أسعارها.وهناك نسبة عالية من حوادث الطرق

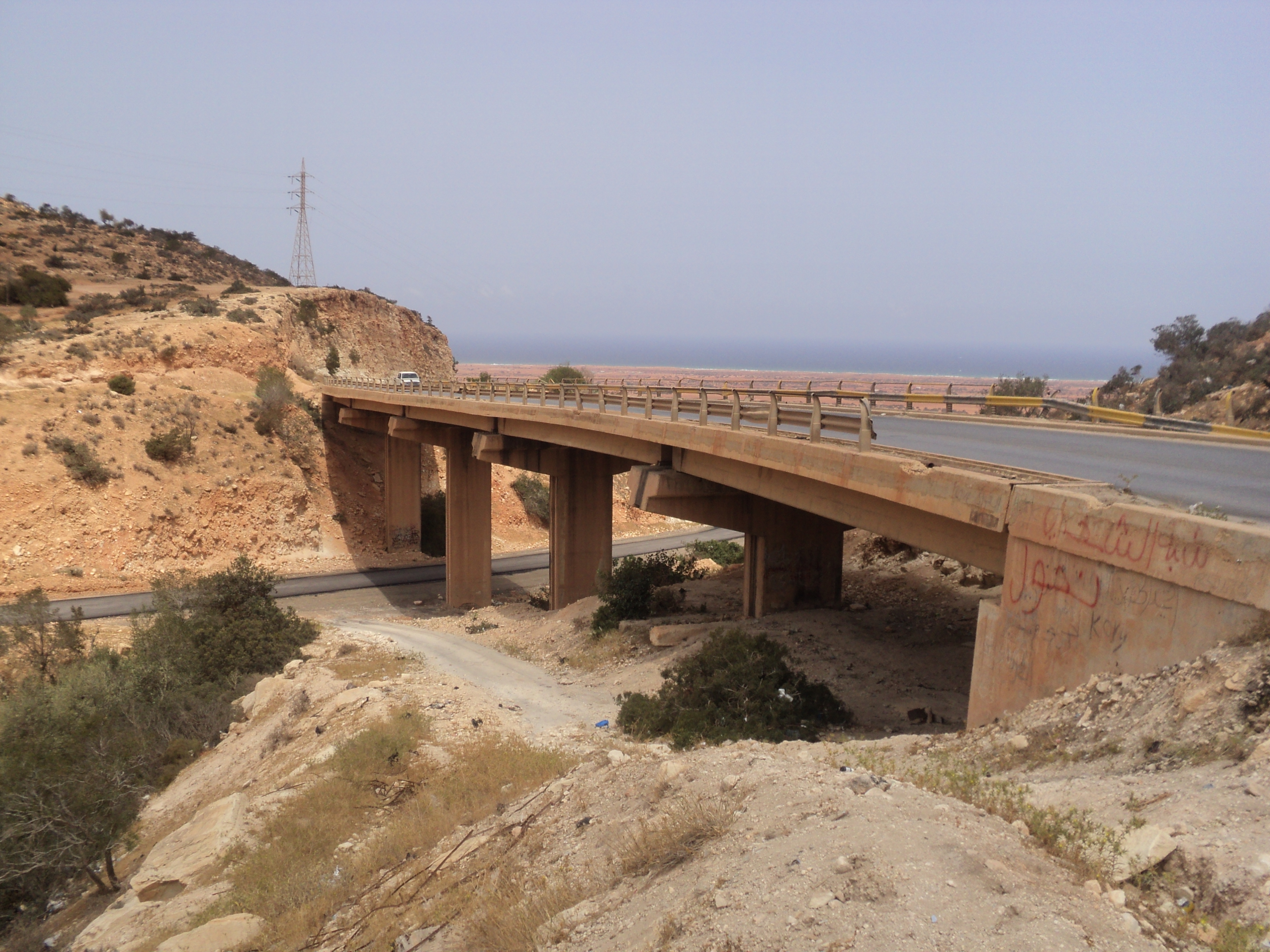
جسر قرب الباكور

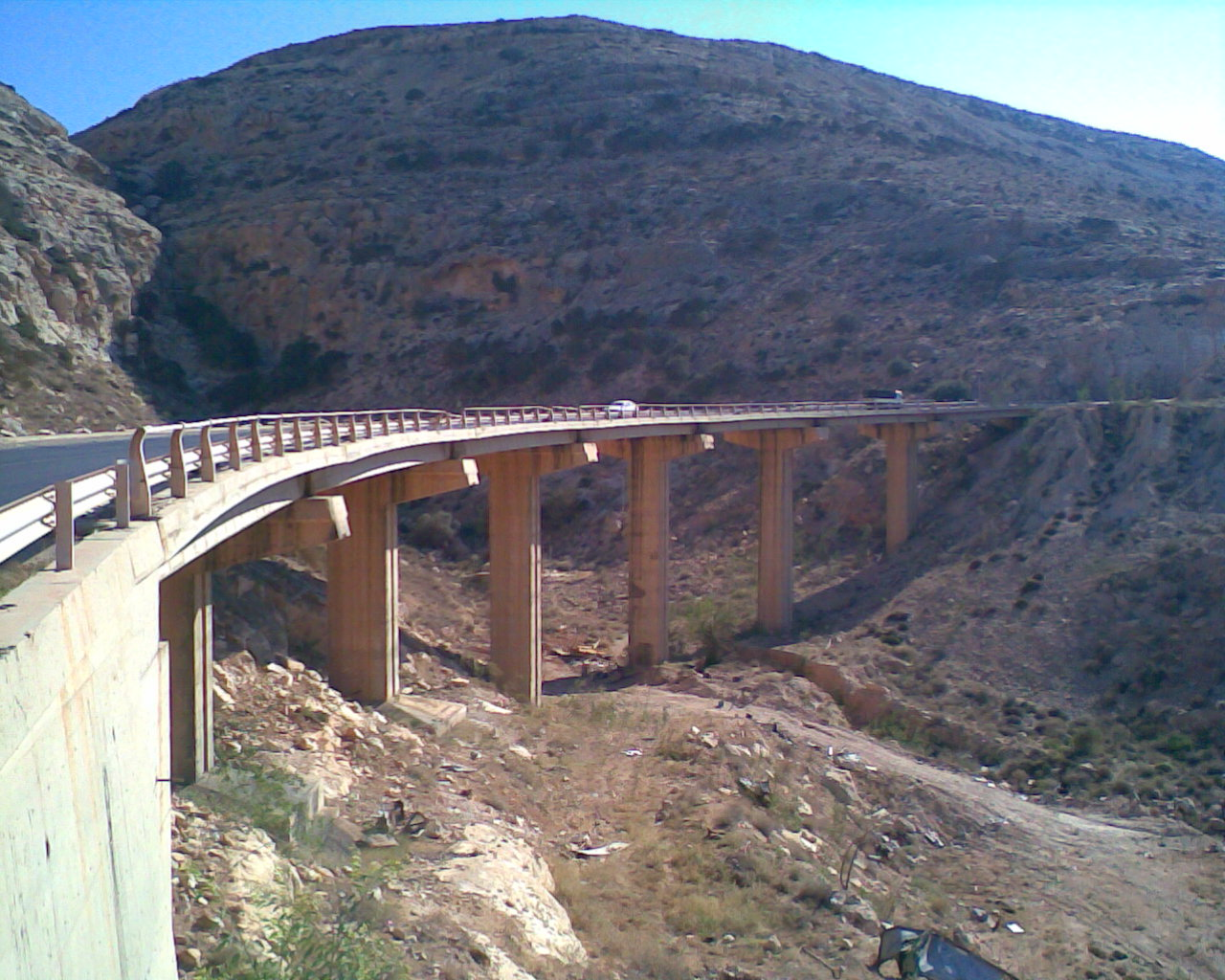
جسر قرب درنة

## المَمْرات المائية
لا توجد ممرات مائية ولا أنهار.

## خطوط الأنابيب
المتكثف 225 كيلومتر؛ خاصة بالغاز 3,611 كيلومتراً؛ 6,872 كيلومتراً (2004)

## النقل البحري
إنشاء وتكوين البحرية الليبية:
في عام 1962 بدء التفكير في إنشاء نواة للسلاح البحري ولم يكن انذاك ما يشجع على قيام هذا السلاح
في غياب الكوارد الفنية المعدة والقيادات اللازمة سوى ضابط بحري واحد{ منصور محمد بدر } كان قد تخرج لتوه في عام 1958 ملازم ثان
من الكلية البحرية التركية بإسطنبول.
واستمر في دوراته الدراسية بها وتدريباته العملية على أسطولها إلى اوخر عام 1961 ف وبرجوعه إلى أرض الوطن
والتحاقه رئاسة أركان الجيش كمستشار بحري وهو في حقيقة الأمر قد بعث للدراسة بالكلية الحربية، واثار ذلك أشكالا له مع وزارة الدفاع في ليبيا، عندما علمت بذلك ولكن الوقت كان متأخرا لاتخاذ إجراء حياله إلا أن ذلك حفزه مع التشجيع الذي وجده لاحقا في رئاسة الأركان ووزارة الدفاع إلى المضي قدما في محاولاته للبدء في إنشاء نواة لهذا السلاح بما كان يعده من مذكرات وبما يقدمه من مقترحات في هذا الخصوص وتبنى وزارة الدفاع لهذه المقترحات.
لم يكن يتصور ان تكون مهمة الأسطول لاكثر من القيام بحماية سواحل البلاد، والدفاع عنها حيث لا يستطاع لأسباب اقتصادية معروفه للجميع، ان تقدم على بناء العمارات الضخمة العالية الثمن، وهي ليست في حاجة لذلك وان الزوارق الخفيفة السريعة القادرة على المناورة والمزودة بالمدافع والصواريخ بالإضافة إلى عدد من المدمرات الخفيفة وكاسحات الألغام والغواصات الحديثة تفي بالغرض، وتحل معظم واجبات الحماية للساحل بالتعاون مع القوات الجوية والبرية لمنع نزول قوات العدو والتصدى لمدفعيته وصواريخه الموجه لضرب مدننا ومنشاتنا الساحلية. كان أكبر إنجاز في تلك الفترة إرسال عدد من المراتب والجنود المؤهلين بالإعدادية ليتدربوا على الفنون البحرية في مالطا شهورا ولعدد من السنوات لبعضهم الآخر في بريطانيا.كما تم إرسال عدد من الطلاب الحاصلين على التوجيهية للالتحاق بالكليات البحرية لدى الدول الأجنبية المشهود لها بتقاليدها البحرية، حيث كانت المهمة الأولى هي التحسين الكيفى للخامات البشرية، وبانتهاء عام 1962 ف كان قد تم استلام كاسحتين صغيرتين هدية متواضعة من بريطانيا لليبيا للتدريب، أطلق على أحدهما اسم براك والثانية اسم زواره مسلحة كل منها بمدفع من عيار 20 مم.
ثم تلاها التعاقد على بناء السفينة طبرق التي تم تدشينها في شهر الطير 1966 بمحركين ذات سرعة 18 عقدة
ومدى ابحار لقرابة 3000 ميل بحري وطاقم يتكون من 63 منهم 5 ضباط ومسلحة بمدفع عيار 4 بوصات
واربعه رشاشات (القون) عيار 40 مم ومزودة بكل المعدات الملاحية ووسائل الاتصالات الحديثة.
كما تم التعاقد في نفس السنة على ثلاثة زوارق طوربيد هي سوسة، سرت وسبها ذات محركات توربينية
غازية سريعة الحركة تصل سرعتها 50-60 عقدة قوية النيران مسلح كل منها بعدد من الطرابيد
وبصورايخ 12SS فرنسية الصنع.GAS TURBINE POWERED FAST PATAROL BOATS
96 ft 50-60 kts (LIBYA) وقد تم إرسال عدد من الضباط الذين تم تخرجهم من الكليات البحرية آنذاك للالتحاق بدورات دراسية للتدريب على استعمال هذه الأسلحة في فرنسا.ولإجراء العمرات اللازمة لهذه الزوارق وصيانتها والقيام بإصلاحات لباقي السفن، فقد تم التعاقدعلى شراء السفينة زليتين لتحويض هذه الزوارق داخلها.
MAINTENANCE REPAIR SHIP
312 ft.2500 tons.15 kts. (LIBYA)
وبمستهل عام 1968 ف تم التعاقد على بناء فرقاطة ذات الصواري، لها سرعة تصل إلى 37 عقده
ومسلحة بمدفع عيار 4.5 بوصة ومدفعين عيار 40 مم ومنصتين للصواريخ ومهبط لطوافة (هليكوبتر) على ظهرها.
ذات الصـواري
MK.7. FAST CODOG FRIGATE
333 ft.1500 tons.37kts (LIBYA)
إنشاء الأسطول البحري التجاري:
أولت الدولة الأهمية اللازمة لإنشاء أسطول بحري، تجارى لتعزيز السيادة الوطنية،
وكسبيل لدعم الاقتصاد الوطني بما تضمنه من نقل صادراتها ووارداتها وبما توفره من العملات الحرة
التي تدفع نوالين لنقل البضائع، مع فتح آفاق جديدة في مجال العمل أمام المواطنين في هذه الصناعة
العالمية الرابحة، والوقوف ضد الهيمنة غير العادلة للمصالح الأجنبية على اقتصادياتنا والنقل لبحري
جزء حيوي منها، فاتخاذ خطوات في هذا المجال معناه خلق قدرة ذاتية متطلعة لدفع الوعي البحري إلى الإمام، للوصول به إلى موقف ايجابي لحماية مصالحنا، ويشكل تطورا ملموسا في النمو الاجتماعي، والاقتصادي، ويهئفيه الظروف الملائمة لدخول هذا المرفق الواسع، حيث ان موقع الجماهيرية الجغرافي، وطول ساحلها، وإمكانياتها، بما لديها من مواني يجعلها من البلدان ذات النزعة البحرية سيما وان جل مبادلاتنا التجارية تتم عن طريق البحر، بهذا المفهوم سارعت الثورة بإصدار قانون رقم 86 لسنة 1970 م بإنشاء المؤسسة العامة للنقل البحري، الصادر في 25 جماد الأول 1390 و.ر الموافق 28/7/1970 لتختص بتنفيذ السياسة العامة للدولة في مجال النقل البحري، وتعمل في حدود نشاطها على تنمية الاقتصاد القومي وتحقق أهداف خطة التنمية في الإشراف على هذا النشاط والأنشطة
المرتبطة به وتنميتها وتطويرها بما يخدم إغراضه ورفع كفاءته.
بدأت المؤسسة نشاطها الفعلي في السنة التي تلت صدور هذا القانون بعد أن قامت بالدارسة اللازمة،
لوضع هذا القانون موضع التنفيذ، بالتعاقد على شراء أول سفينتين هما صبرا ته وجرمة حمولة
كل منهما 2210 طن ساكنه ولم يكن يتوفر لها الأطقم المحلية لقيادة هذه السفن.مما اقتضى الاستعانة معه بأطقم غير ليبية، ووضع خطة تدريبية بموجبها تم إيفاد العديد من الطلبة من حملة الشهادة الثانوية للدراسة في الكليات البحرية لدى عدد من البلدان ولتأهيلهم تأهيلا ًعاليًا في جميع التخصصات لإدارة وتسير السفن لأعداد جيل من اـلربابنة والمــهندسين، لتــلييب كافة الطواقم، إذ تم إيفاد في الـفترة الواقـعة من عام 1972- 1977 الآتي من الأعداد من الطلبـة:
- البـلــد	العــدد
- بريطانيا 343 طالباً
- الإسكندرية 50 طالباً
- أسبانيا 	31 طالباً
- اليونان 20 طالباً
- المجموع 444 طالباً

كما قامت بالتعاقد على بناء سفينتين من سفن الشحن الأفقي هما غات ودرنه حمولة كل منها 2900 طن واللتين تم استلامهما في مستهل عام 1974 ف وتم تعزيزهما بشراء أبن ماجد وأبن بطوطة وأبن جبير حمولة كل منها 7500 طن إضافة إلى السفينة التمساح التي انضمت من السلاح البحري الليبي إلى سفن المؤسسة.
أسطول ناقلات النفط
كان في تلك الفترة سوق ناقلات النفط سوق رائج بل كان العصر الذهبي لأحواض بناء السفن، حيث كان الإقبال على بناء الناقلات منقطع النظير، وكانت أسعار النقل مرتفعه جدا للقفزة في أسعار النفط التي بلغت عشرة أضعاف عما كانت علية قبل حرب 1973 ف وقفل قناة السويس – مما اضطر معه إلى نقل نفط دول الخليج إلى أوروبا وأمريكاعن طريق جنوب القارة الأفريقية بدأت المؤسسة العامة للنقل البحري بالتعاقد على بناء ناقلتين للنفط الخام حمولة كل من منها 86000 طن
هما البريقة ورأس لانوف وتم استلامها في عام 1973. كمــا انضمت إليهما
النواقل السرير والحريقة وحمولة كل منها47000 طن وأم الفرود وحمولتها 5500 طن من المؤسسة الوطنية للنفط كما ثم شراء الناقلة انتصار في أواخر عام 1974 ف وحمولتها 14100 طن.
وأستمر إسطول ناقلات النفط في النمو حيث ثم التعاقد على بناء الناقلتين الزويتينة والسدرة
وحموله كل منهما 121000 طن والنواقل القرضابية والهانى والفويهات وكل منها 154000 طن وناقلتين
لنقل المنتوجات النفطية هما الركوة وتاورغاء.
- ناقلة النفط ((البريقة)) حمولتها 87000 طن
- ناقلة النفط رأس لانوف حمولتها 87000 طن
- ناقلة النفط السرير حمولتها 47000 طن
- ناقلة النفط الزوتينة حمولتها 121000 طن

إنشاء وزارة للنقل البحري
بموجب قرار من مجلس قيادة الثورة على أثر التعديل الوزارة بتاريخ 14/11/1974 أنشئت
أول وزارة للنقل البحري في ليبيا وأعطى لهذه الوزارة اختصاصتها بموجب القانون رقم (31) لسنة 1975
الصادر بتاريخ ربيع الأول 1395 ه الموافق 22 من شهري مارس 1975 ف لمباشرة اختصاصها على النحوالمبين:--
- مادة (1)

تتـولى هذه الوزارة بحث واقتراح وتنفيذ السياسة العامة للدولة في قطاع النقل البحري والمواني وكافة الأنشطة المكلمة له أو المرتبطة به وتباشر الوزارة على الأخص مايلى:-
- 1- دراسة وإعداد مشروع خطة الدولة في قطاع النقل البحري والموانئ ومتابعة تنفيذ الخطة وتحقيق اهدافها.
- 2- الإشراف على جميع المشروعات المتعلقة بشئون النقل البحري والموانى التي تتولاها والمؤسسات

والهيئات العامة والشركات التي تساهم فيها الدولة والخاصة بذلك.
- 3- الإشراف على شراء وبناء السفن والناقلات والمعدات البحرية وإصلاحها وإنشاء ورش الصيانة

والأحواض اللازمة لذلك.
- 4- الإشراف على النشاط البحري التجاري والأنشطة الأخرى المكملة له والمرتبطة به.
- 5- الإشراف على المواني البحرية.
- 6– الإشراف على جميع إعمال الخدمات البحرية المتعلقة بالقطر والانقاد والانتشال.
- 7– الإشراف على مكافحة تلوث البيئة البحرية.
- 8 - القيام بدراسة المعاهدات والاتفاقيات الدولية وبالدراسات الاقتصادية والفنية المتعلقة

بأعمال النقل البحري والموانئ واقتراح تطوير القوانين واللوائح والنظم المعمول بها على ضوء
نتيجة تلك الدراسات.
- 9 - دراسة طرق رفع الكفاية الإنتاجية للعاملين في قطاع النقل البحري والموانئ وإنشاء

مراكز التدريب وتنظيم دورات بما يكفل الإفادة على الوجه الأمثل من القوى البشرية العاملة في هذا القطاع.
- مادة (2)

لوزارة النقل البحري في سبيل تحقيق المهام المنوطة بها القيام بجميع الأعمال اللازمة
والاتصال بالجهات ذات الاختصاص والتعامل معها في كل ما يساعد على أداء رسالتها ولها على وجه الخصوص:
- -1الإشراف على المؤسسة الليبية العامة للموانئ والمنــائر والمؤسسة العامة للنقل البحري

وعلى كل مؤسسة أو هيئة عامة أخرى يتقرر إنشاؤها وتكون ذات صله بشئون النقل البحري والموانئ
وتتبع الوزارة أو الوزير بمقتضى قانون انشائها.
- -2 الإشراف على الشركات العاملة في قطاع النقل البحري والموانئ التي تملكها الحكومة أو تملك نصيبا في رأسمالها.
- -3الإشراف على الشركات العاملة في قطاع النقل البحري والموانئ والتي تملك إحدى المؤسسات

أو الهيئات العامة التابعة للوزارة نصيبا في رأسمالها بالقدر الذي لا يتعارض مع إشراف تلك
المؤسسات والهيئات عليها وفقا للقوانين والنظم الخاصة بهذه الشركة.
- -4 تنفيذ القوانين واللوائح المتعلقة بشئون النقل البحري والموانئ.
- -5الإشراف على تنفيذ الاتفاقيات الدولية.
- -6 تمثيل الدولة في المؤتمرات المتعلقة بشئون البحار أو النقل البحري أو الموائى..
- -7 تجميع البيانات والإحصائيات عن إعمال النقل البحري والموانئ في المجالين المحلى والدولي.

وبمـوجب هذا القانون الذي أعطى الوزارة بحث واقتراح السياسة العامة للدولة في قطاع النقل البحري، لقد رؤيا في سبيل أعطاء المزيد من المرونة والحركة إنشاء الشركة الوطنية العامة للنقل البحري
بموجب القانون رقم 33 لسنة 1975 تتبع وزير النقل البحري وتمارس أعمالها طبقاً لنظامها الأساس والقواعد المعمول بها في الشركات التجارية الخاصة وأحكام القانون التجاري برأسمال حدد بمبلغ
مائة مليون دينار ليبي مقسمة إلى مليون مملوكة بالكامل للدولة وقيمة كل منها مائه دينار
وتؤول إليها صافي أصول المؤسسة الليبية العامة للنقل البحري ن بما في ذلك موجداتها
و المنشآت التابعة لها. وتدخل هذا الأموال في تكوين رأسمال الشركة وتؤدي الدولة المتبقي
من رأسمال نقداً وذلك من المبلغ المخصصة في ميزانية عام 1975 للمؤسسة العامة للنقل البحري، وما يرصد لذلك سنوياً ميزانيه التنمية بناء اقتراح مجلس إدارة الشركة وعرض وزير النقل البحري.
كمــا شاركت ليبيا في تأسيس العديد من الشركات البحرية المشتركة وذلك بهدف التوسع
في هذا النشاط والتعاون مع بعض الدول الشقيقة والصديقة

بواخـر الـركاب
انضمت للشركة في عام 1977 ف باخرتي الركاب غرناطة وطليطة حمولة ساكنة الحمولة الساكنة
لكل منها 3650 طناً وبطاقة نقل 848 راكباً و300 سيارة و 2200 طن من الحمولات في عنابرها،
إضافة إلى شراء السفينة قار يونس التي تحمل 600 راكباً وعنابـر للبضاعة ومخازن للسيارات.
هذا وقد تم استلام في شهر الصيف 1976 الحوض العائم بسعة 5000 طن ساكنه لصيانة وإصلاح السفن وتم تثبيته بالمكان المخصص له بميناء طرابلس.
إنشاء أكاديمية للدراسات البحريـة:-
ومن منطلق الحرص على بناء كفاءات علمية عالية في مجال النقل البحري والسلاح البحري
لتخريج ضباط ومهندسين بحريين في شتى التخصصات المختلفة التي تخدم أغراضهما وتواكب الدراسة
فيها التطورات العلمية كل حسب متطلباته إلى جانب الدراسات في الحاسوب واقتصاديات النقل البحري
ولخلق كفاءات من المدرسين والمدربين الاكفاء في كافة المستويات، فقد أنشئت أكاديمية للدراسات البحرية
على أحدث طراز وتم تزويدها بالمعامل اللازمة وسائل الإيضاح الحديثة (المحاكيات).

## المطارات
معظم الرحلات الدولية تم عبر مطار طرابلس الدولي، وهناك خطوط دولية عبر مطار بنينة -بنغازي، وأخرى إلى أفريقيا عبر مطار سبها.
هناك:140 مهبط ومطار. منها:
-مطارات - بالمدارجِ المُعَبّدةِ: 60 مطار
-مطارات - بالمدارجِ الغير مُعَبّدةِ: 80 مهبط

## الخطوط الجوية
تسير الرحلات الجوية الدولية عبر مجموعة من الشركات العامة والخاصة التي تخضع جميعها لأنظمة مصلحة الطيران المدني. أهمها: الخطوط الجوية الليبية (الناقل الوطني) والخطوط الأفريقية، ومجموعة من الشركات المساهمة أو شبه الخاصة مثل البراق، ليبيا للطيران